# Shohei Iwamoto
Shohei Iwamoto (岩元 勝平 (Iwamoto Shōhei?); Saitama, 23 agosto 1989) è un pentatleta giapponese.

## Biografia
Ha rappresentato il Giappone ai Giochi olimpici estivi di Rio de Janeiro 2016, dove si è piazzato al ventinovesimo posto nella gara maschile.